# 2025年ハンガリーグランプリ
2025年ハンガリーグランプリ（2025ねんハンガリーグランプリ、英: 2025 Hungarian Grand Prix、正式名称: Formula 1 Lenovo Hungarian Grand Prix 2025）は、2025年のF1世界選手権の第14戦として、2025年8月3日にハンガロリンクで開催された自動車レース（ハンガリーグランプリ）である。
本項目に記載されている時刻は全て現地時間（CEST / UTC+2）。

## 背景
タイヤ
ピレリが持ち込んだドライ用タイヤのコンパウンドはハード（白）：C3、ミディアム（黄）：C4、ソフト（赤）：C5のソフト寄りの組み合わせ。
| ドライ用   | ドライ用       | ドライ用   | ウェット用           | ウェット用   |
| C3         | C4             | C5         | インターミディエイト | フルウェット |
| ---------- | -------------- | ---------- | -------------------- | ------------ |
| （ハード） | （ミディアム） | （ソフト） | （小雨用）           | （大雨用）   |
DRS：2箇所
※（　）内は検知ポイント
- DRS1：ターン14より40m先から（ターン14より5m手前）
- DRS2：ターン1より6m先から（DRS1と同様）

サーキット
1986年の初開催から40年目を迎え、前年の開催終了後からピットとパドックの複合施設を完全に新しくしたほか、メインストレートに新たなグランドスタンドを建設する改修が行われた。なお、コースレイアウトの変更はない。

## エントリー
レギュラードライバー
- アストンマーティン：フェルナンド・アロンソが背中の筋肉を負傷し、前戦ベルギーGP終了後から治療を受けていたが、FP1に間に合わず同セッションの欠場が決定。リザーブドライバーのフェリペ・ドルゴヴィッチがアロンソの代走を務める。アロンソはFIAのメディカルチェックの結果、参加が許可されたためFP2以降は復帰した。

フリープラクティスドライバー
- キック・ザウバー：アルピーヌから期限付き移籍中のポール・アロンが、ニコ・ヒュルケンベルグに代わってFP1に参加する。

## フリー走行

### FP1
2025年8月1日 13:30
（特記のない出典：）
- 気温26度、路面温度47度、晴、ドライ

アストンマーティンは背中を負傷したフェルナンド・アロンソに代わりフェリペ・ドルゴヴィッチを、キック・ザウバーはニコ・ヒュルケンベルグに代わってポール・アロンをこのセッションに参加させた。アロンはマシントラブルでターン13にマシンを止め、セッションを途中で切り上げざるを得なかった。マクラーレン勢はランド・ノリスがトップタイム、オスカー・ピアストリがノリスと0.019秒差の2番手と好調な滑り出しを見せた。逆にレッドブル勢はマックス・フェルスタッペンがノリスに0.880秒差の9番手、角田裕毅はグリップ不足を訴え、フェルスタッペンから0.453秒遅い17番手と低調な結果に終わった。

### FP2
2025年8月1日 17:00
（特記のない出典：）
- 気温27度、路面温度41度、晴、ドライ

FP1を欠場したアロンソがヒュルケンベルグとともにこのセッションから走行を開始し、チームメイトのランス・ストロールに次ぐ5番手に入った。マクラーレン勢はFP1に続き好調を維持し、ノリスがピアストリに0.291秒差でトップタイムをマークした。レッドブル勢はFP1同様不調で、角田は予選想定で初めてフェルスタッペンを上回り9番手となったが、ロングラン想定は低調だった。フェルスタッペンは予選想定・ロングラン想定の両方ともうまくいかず、角田から0.306秒落ちの14番手に沈んだ。

### FP3
2025年8月2日 12:30
（特記のない出典：）
- 気温26度、路面温度48度、晴、ドライ

このセッションもマクラーレン勢が1-2で、ピアストリが最速タイムを記録した。レッドブル勢は前日同様苦戦を強いられ、フェルスタッペンはアンダーステアを訴え、ピアストリから1.246秒遅れの12番手と振るわず、角田は予選想定のアタックで前戦ベルギーGPの決勝同様チームとの齟齬があったためタイムを出せず、ミディアムタイヤで記録したタイムがベストタイムとなり19番手まで沈んでしまった。

### 各セッションの順位
| 順位  | ドライバー   | コンストラクター | タイム   |
| ----- | ------------ | ---------------- | -------- |
| 1     | L.ノリス     | マクラーレン     | 1:16.052 |
| 2     | O.ピアストリ | マクラーレン     | 1:16.071 |
| 3     | C.ルクレール | フェラーリ       | 1:16.269 |
| 4     | I.ハジャー   | レーシングブルズ | 1:16.681 |
| 5     | L.ハミルトン | フェラーリ       | 1:16.734 |
| 出典: |              |                  |          |

| 順位  | ドライバー   | コンストラクター             | タイム   |
| ----- | ------------ | ---------------------------- | -------- |
| 1     | L.ノリス     | マクラーレン                 | 1:15.624 |
| 2     | O.ピアストリ | マクラーレン                 | 1:15.915 |
| 3     | C.ルクレール | フェラーリ                   | 1:16.023 |
| 4     | L.ストロール | アストンマーティン・アラムコ | 1:16.119 |
| 5     | F.アロンソ   | アストンマーティン・アラムコ | 1:16.233 |
| 出典: |              |                              |          |

| FP3 \| 順位 \| ドライバー \| コンストラクター \| タイム \| \| -------------- \| ---------------- \| ---------------- \| -------- \| \| 1 \| O.ピアストリ \| マクラーレン \| 1:14.916 \| \| 2 \| L.ノリス \| マクラーレン \| 1:14.948 \| \| 3 \| C.ルクレール \| フェラーリ \| 1:15.315 \| \| 4 \| L.ハミルトン \| フェラーリ \| 1:15.684 \| \| 5 \| A.K.アントネッリ \| メルセデス \| 1:15.745 \| \| 出典: [17][18] \| \| \| \| | - 注: いずれもトップ5まで掲載。 |                  |          |
| 順位 | ドライバー                      | コンストラクター | タイム   |
| 1 | O.ピアストリ                    | マクラーレン     | 1:14.916 |
| 2 | L.ノリス                        | マクラーレン     | 1:14.948 |
| 3 | C.ルクレール                    | フェラーリ       | 1:15.315 |
| 4 | L.ハミルトン                    | フェラーリ       | 1:15.684 |
| 5 | A.K.アントネッリ                | メルセデス       | 1:15.745 |
| 出典: |                                 |                  |          |

## 予選
2025年8月2日 16:00
（特記のない出典：）
- 気温22度、路面温度36度、湿度55%、曇、ドライ

シャルル・ルクレールがマクラーレン勢を退け、今季初のポールポジションを獲得した。オスカー・ピアストリは0.026秒、ランド・ノリスは0.041秒ルクレールに及ばなかった。
フェルナンド・アロンソとランス・ストロールのアストンマーティン勢はジョージ・ラッセルに次ぐ5-6番手、ガブリエル・ボルトレトは7番手と健闘した一方、レッドブル勢は苦戦を強いられ、マックス・フェルスタッペンはグリップ不足に苦しみ今季ワーストの8番手と、兄弟チームのレーシングブルズを上回るのがやっとで、角田裕毅もQ1で11番手だったフェルスタッペンとは0.163秒差であったが、同じく15番手のフランコ・コラピントに0.024秒及ばず16番手で敗退した。なお、角田はパルクフェルメ下で年間上限を超えるパワーユニットのエレメントに交換したため、決勝はピットレーンからスタートする。

### 予選結果
| 順位                                            | No. | ドライバー                     | コンストラクター                        | Q1       | Q2       | Q3       | Grid |
| ----------------------------------------------- | --- | ------------------------------ | --------------------------------------- | -------- | -------- | -------- | ---- |
| 1                                               | 16  | シャルル・ルクレール           | フェラーリ                              | 1:15.582 | 1:15.455 | 1:15.372 | 1    |
| 2                                               | 81  | オスカー・ピアストリ           | マクラーレン-メルセデス                 | 1:15.211 | 1:14.941 | 1:15.398 | 2    |
| 3                                               | 4   | ランド・ノリス                 | マクラーレン-メルセデス                 | 1:15.523 | 1:14.890 | 1:15.413 | 3    |
| 4                                               | 63  | ジョージ・ラッセル             | メルセデス                              | 1:15.627 | 1:15.201 | 1:15.425 | 4    |
| 5                                               | 14  | フェルナンド・アロンソ         | アストンマーティン・アラムコ-メルセデス | 1:15.281 | 1:15.395 | 1:15.481 | 5    |
| 6                                               | 18  | ランス・ストロール             | アストンマーティン・アラムコ-メルセデス | 1:15.673 | 1:15.129 | 1:15.498 | 6    |
| 7                                               | 5   | ガブリエル・ボルトレト         | キック・ザウバー-フェラーリ             | 1:15.586 | 1:15.687 | 1:15.725 | 7    |
| 8                                               | 1   | マックス・フェルスタッペン     | レッドブル-ホンダ・RBPT                 | 1:15.736 | 1:15.547 | 1:15.728 | 8    |
| 9                                               | 30  | リアム・ローソン               | レーシングブルズ-ホンダ・RBPT           | 1:15.849 | 1:15.630 | 1:15.821 | 9    |
| 10                                              | 6   | アイザック・ハジャー           | レーシングブルズ-ホンダ・RBPT           | 1:15.516 | 1:15.469 | 1:15.915 | 10   |
| 11                                              | 87  | オリバー・ベアマン             | ハース-フェラーリ                       | 1:15.750 | 1:15.694 | n/a      | 11   |
| 12                                              | 44  | ルイス・ハミルトン             | フェラーリ                              | 1:15.733 | 1:15.702 | n/a      | 12   |
| 13                                              | 55  | カルロス・サインツ             | ウィリアムズ-メルセデス                 | 1:15.652 | 1:15.781 | n/a      | 13   |
| 14                                              | 43  | フランコ・コラピント           | アルピーヌ-ルノー                       | 1:15.875 | 1:16.159 | n/a      | 14   |
| 15                                              | 12  | アンドレア・キミ・アントネッリ | メルセデス                              | 1:15.782 | 1:16.386 | n/a      | 15   |
| 16                                              | 22  | 角田裕毅                       | レッドブル-ホンダ・RBPT                 | 1:15.899 | n/a      | n/a      | PL 1 |
| 17                                              | 10  | ピエール・ガスリー             | アルピーヌ-ルノー                       | 1:15.966 | n/a      | n/a      | 16   |
| 18                                              | 31  | エステバン・オコン             | ハース-フェラーリ                       | 1:16.023 | n/a      | n/a      | 17   |
| 19                                              | 27  | ニコ・ヒュルケンベルグ         | キック・ザウバー-フェラーリ             | 1:16.081 | n/a      | n/a      | 18   |
| 20                                              | 23  | アレクサンダー・アルボン       | ウィリアムズ-メルセデス                 | 1:16.223 | n/a      | n/a      | 19   |
| 107% time（Q1のトップタイムから107%）: 1:20.475 |     |                                |                                         |          |          |          |      |
| 出典:                                           |     |                                |                                         |          |          |          |      |

追記
- ^1 - 角田はパルクフェルメ下で年間上限を超えるパワーユニットのエレメント（5基目のICE（エンジン） / TC（ターボチャージャー） / MGU-K / MGU-Hが該当[注 2]）に交換したため、決勝はピットレーンからスタートする[28][23]。

## 決勝
2025年8月3日 15:00
（特記のない出典：）
- 気温22度、路面温度33度、湿度57%、曇、ドライ[30]

1ストップ作戦を敢行したランド・ノリスが猛追するオスカー・ピアストリを抑えきり、今季5勝目を挙げた。ノリスはこの勝利により、ドライバーズランキング首位のピアストリとの差を9点に縮めた。ポールポジションからスタートしたシャルル・ルクレールはマクラーレン陣営の戦略にはまり、マクラーレン勢の先行を許したのみならずジョージ・ラッセルにも抜かれて4位で表彰台も逃した。ルクレールはラッセルに迫られた際に危険なブロックを行ったため5秒ペナルティが科せられたが、5位のフェルナンド・アロンソとは大差を付けていたため順位に変動はなかった。
アロンソとランス・ストロールのアストンマーティン勢は5位と7位でダブル入賞を決め、ガブリエル・ボルトレトも師匠アロンソのすぐ後ろを走り6位に入賞した。レッドブル勢は決勝も良いところはなく、マックス・フェルスタッペンは兄弟チームのレーシングブルズのリアム・ローソンにも及ばず9位、ピットレーンスタートの角田裕毅は競争力を欠き17位に終わった。

### レース結果
| 順位                                                        | No. | ドライバー                     | コンストラクター                        | 周回数 | タイム/リタイア原因 | Grid | Pts. |
| ----------------------------------------------------------- | --- | ------------------------------ | --------------------------------------- | ------ | ------------------- | ---- | ---- |
| 1                                                           | 4   | ランド・ノリス                 | マクラーレン-メルセデス                 | 70     | 1:35:21.231         | 3    | 25   |
| 2                                                           | 81  | オスカー・ピアストリ           | マクラーレン-メルセデス                 | 70     | +0.698              | 2    | 18   |
| 3                                                           | 63  | ジョージ・ラッセル             | メルセデス                              | 70     | +21.916             | 4    | 15   |
| 4                                                           | 16  | シャルル・ルクレール 1         | フェラーリ                              | 70     | +42.560 1           | 1    | 12   |
| 5                                                           | 14  | フェルナンド・アロンソ         | アストンマーティン・アラムコ-メルセデス | 70     | +59.040             | 5    | 10   |
| 6                                                           | 5   | ガブリエル・ボルトレト         | キック・ザウバー-フェラーリ             | 70     | +1:06.169           | 7    | 8    |
| 7                                                           | 18  | ランス・ストロール             | アストンマーティン・アラムコ-メルセデス | 70     | +1:08.174           | 6    | 6    |
| 8                                                           | 30  | リアム・ローソン               | レーシングブルズ-ホンダ・RBPT           | 70     | +1:09.451           | 9    | 4    |
| 9                                                           | 1   | マックス・フェルスタッペン     | レッドブル-ホンダ・RBPT                 | 70     | +1:12.645           | 8    | 2    |
| 10                                                          | 12  | アンドレア・キミ・アントネッリ | メルセデス                              | 69     | +1 Lap              | 15   | 1    |
| 11                                                          | 6   | アイザック・ハジャー           | レーシングブルズ-ホンダ・RBPT           | 69     | +1 Lap              | 10   |      |
| 12                                                          | 44  | ルイス・ハミルトン             | フェラーリ                              | 69     | +1 Lap              | 12   |      |
| 13                                                          | 27  | ニコ・ヒュルケンベルグ 2       | キック・ザウバー-フェラーリ             | 69     | +1 Lap              | 18   |      |
| 14                                                          | 55  | カルロス・サインツ             | ウィリアムズ-メルセデス                 | 69     | +1 Lap              | 13   |      |
| 15                                                          | 23  | アレクサンダー・アルボン       | ウィリアムズ-メルセデス                 | 69     | +1 Lap              | 19   |      |
| 16                                                          | 31  | エステバン・オコン             | ハース-フェラーリ                       | 69     | +1 Lap              | 17   |      |
| 17                                                          | 22  | 角田裕毅                       | レッドブル-ホンダ・RBPT                 | 69     | +1 Lap              | PL   |      |
| 18                                                          | 43  | フランコ・コラピント           | アルピーヌ-ルノー                       | 69     | +1 Lap              | 14   |      |
| 19                                                          | 10  | ピエール・ガスリー 3           | アルピーヌ-ルノー                       | 69     | +1 Lap 3            | 16   |      |
| Ret                                                         | 87  | オリバー・ベアマン             | ハース-フェラーリ                       | 48     | アンダートレイ      | 11   |      |
| 優勝スピード（勝者ノリスの平均速度）: 192.942 km/h          |     |                                |                                         |        |                     |      |      |
| ファステストラップ: ジョージ・ラッセル - 1:19.409（45周目） |     |                                |                                         |        |                     |      |      |
| 出典:                                                       |     |                                |                                         |        |                     |      |      |

追記
- ^1 - ルクレールはメインストレートでラッセルに対し危険なディフェンスを犯したため、5秒のタイムペナルティ（ペナルティ未消化のため、レースタイムに5秒加算）とペナルティポイント1点（累積1点）が科せられた[35]。
- ^2 - ヒュルケンベルグは不正スタートを犯したため、5秒のタイムペナルティ（ピットインで消化）が科せられた[36]。
- ^3 - ガスリーはターン4でサインツと接触した件の責任を問われ、10秒のタイムペナルティ（ペナルティ未消化のため、レースタイムに10秒加算）とペナルティポイント2点（累計2点）が科せられた[37]。

| ドライバー           | 周回数 | リードラップ |
| -------------------- | ------ | ------------ |
| シャルル・ルクレール | 28周   | 1-19, 31-39  |
| ランド・ノリス       | 36周   | 20-30, 46-70 |
| オスカー・ピアストリ | 6周    | 40-45        |
| 出典:                |        |              |

- 太字は最多ラップリーダー

## 主な記録
（特記のない出典：）

### ドライバー
- 10回目のファステストラップ：ジョージ・ラッセル

### コンストラクター
- 通算200勝：マクラーレン - フェラーリに次ぐ史上2番目[40]
- 4戦連続1-2フィニッシュ：マクラーレン - チーム史上タイ記録（1988年の第4戦メキシコGP - 第7戦フランスGP以来37年ぶり2回目）[41]

## 第14戦終了時点のランキング
|       | 順位 | ドライバー                 | ポイント |
| ----- | ---- | -------------------------- | -------- |
|       | 1    | オスカー・ピアストリ       | 284      |
|       | 2    | ランド・ノリス             | 275      |
|       | 3    | マックス・フェルスタッペン | 187      |
|       | 4    | ジョージ・ラッセル         | 172      |
|       | 5    | シャルル・ルクレール       | 151      |
| 出典: |      |                            |          |

|       | 順位 | コンストラクター        | ポイント |
| ----- | ---- | ----------------------- | -------- |
|       | 1    | マクラーレン-メルセデス | 559      |
|       | 2    | フェラーリ              | 260      |
|       | 3    | メルセデス              | 236      |
|       | 4    | レッドブル-ホンダ・RBPT | 194      |
|       | 5    | ウィリアムズ-メルセデス | 70       |
| 出典: |      |                         |          |

- 注：いずれもトップ5まで掲載。